# Sabine Sonnentag
Sabine Sonnentag (* 31. Januar 1961 in München) ist eine deutsche Psychologin und Hochschullehrerin an der Universität Mannheim.

## Werdegang
Sabine Sonnentag studierte Psychologie an der Freien Universität Berlin. Anschließend promovierte sie 1991 an der Technischen Universität Braunschweig und habilitierte 1997 an der Justus-Liebig-Universität Gießen. Von 1995 bis 1999 war sie Assistenzprofessorin und Lehrbeauftragte für Psychologie der Universität Amsterdam und hatte parallel dazu von 1998 bis 1999 eine Vertretungsprofessur an der Fakultät für Psychologie der Justus-Liebig-Universität Gießen inne. Danach verbrachte sie mehrere Jahre an der Fakultät für Psychologie an der Universität Konstanz und am psychologischen Institut der Universität Braunschweig, bevor sie als Professorin für Psychologie an die Universität Mannheim berufen wurde. Dort hat sie seit 2010 den Lehrstuhl für Psychologie I inne.

## Forschung
Sonnentag befasst sich mit Arbeits- und Organisationspsychologie. Sie interessiert sich dafür, wie einzelne Individuen anhaltend hohe Leistung im Beruf zeigen können und gleichzeitig gesund bleiben. Ihre Forschungsarbeit bewegt sich in dem Spannungsfeld von Erholung und Freizeit und (hoher) Arbeitsleistung und Arbeitsstress. Sie konnte zeigen, dass es für den Erholungsprozess von zentraler Bedeutung ist, gedanklich von der Arbeit abzuschalten. Sonnentag untersucht auch, wie Arbeitsstress Einfluss auf gesundes Verhalten bei Sport und Ernährung hat und wie Organisationen Einfluss auf das Gesundheitsverhalten ihrer Mitarbeiter haben.

## Ehrungen und Mitgliedschaften
Sabine Sonnentag ist Fellow der Society for Industrial and Organizational Psychology und wurde am 23. November 2011 unter der Matrikel-Nr. 7460 in der Sektion Psychologie und Kognitionswissenschaften als Mitglied in die Deutsche Akademie der Naturforscher Leopoldina aufgenommen.